# Joachim Sigismund von Ziegler und Klipphausen

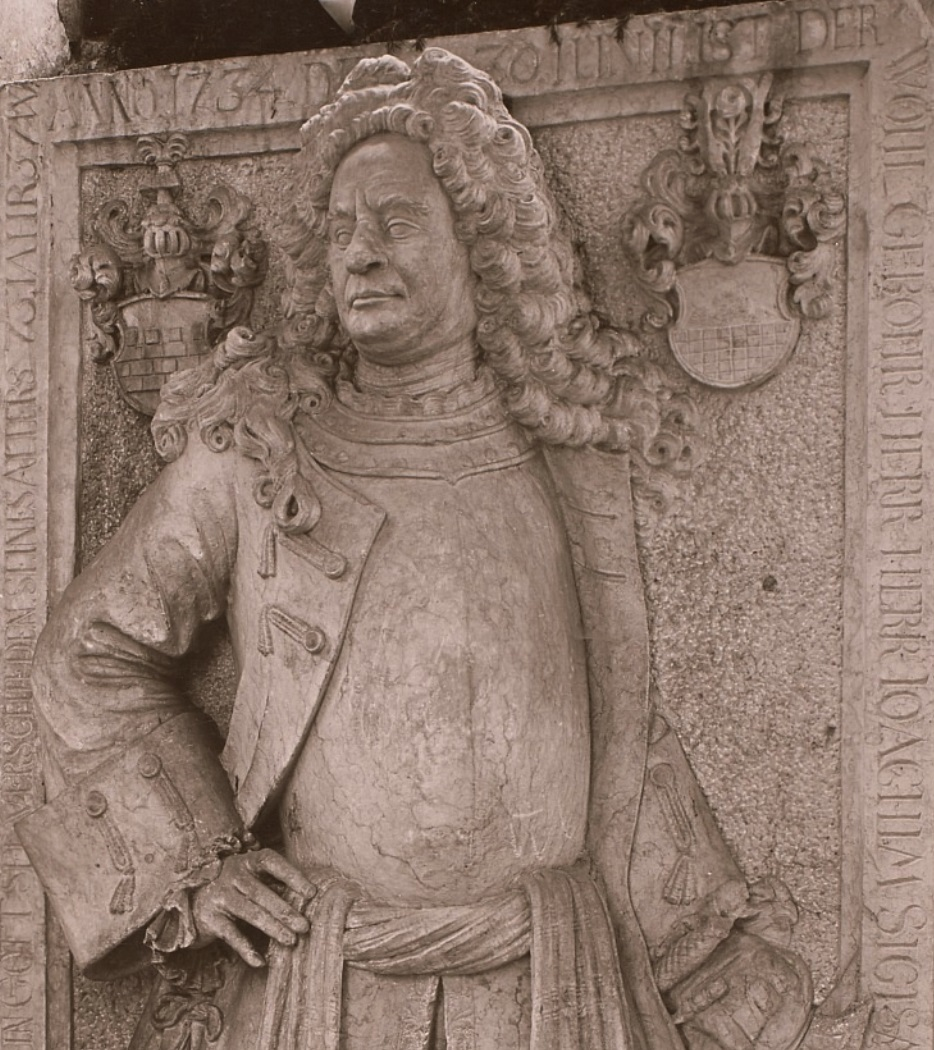
Grabdenkmal des Joachim Sigismund von Ziegler und Klipphausen

Joachim Sigismund von Ziegler und Klipphausen (* 13. Oktober 1660 in Radmeritz; † 30. Juni 1734 ebenda) entstammte dem ursprünglich Meißnischen Adelsgeschlecht Ziegler und Klipphausen, das sich im 17. Jahrhundert auch in der Oberlausitz niederließ. Bekannt wurde er vor allem durch seine rege Bautätigkeit und die Stiftung des Freien Weltadligen Evangelischen Fräuleinstifts Joachimstein im Dorf Radmeritz, dessen Grundherr er war.
Nachdem Joachim Sigismund, der älteste Sohn des Heinrich Anshelm d. Ä. von Ziegler und Klipphausen und der Helena Sabina von Hohberg, seine Kindheit und Jugend wahrscheinlich auf dem väterlichen Gut in Radmeritz verbracht hatte, begab er sich auf eine Kavaliersreise und hielt sich unter anderem wohl 1687 und 1688 in Paris auf. 1690 wurde er bei dem späteren sächsischen Kurfürsten Johann Georg IV. Kammerjunker. In den ersten Regierungsjahren Augusts des Starken war er Kammerherr und rückte später in die erste Kammerherrenwürde ein.
Sein Lebensmittelpunkt lag jedoch in Radmeritz. Dank seiner umfangreichen Einkünfte aus den Dörfern Radmeritz, Markersdorf, Mittellinda und Niecha war es ihm möglich, innerhalb von etwa 40 Jahren den Ort Radmeritz durch eindrucksvolle Barockbauwerke neu zu prägen. Hierzu konnte er namhafte Architekten und Bildhauer aus dem unmittelbaren Umfeld des polnisch-sächsischen Hofes, darunter Christoph Beyer, Matthäus Daniel Pöppelmann, Johann Friedrich Karcher und Johann Christian Kirchner gewinnen. Zentrales Bauwerk wurde das dreiflügelige Wasserschloss mit französischem Garten. Hier richtete der zeitlebens unverheiratet und kinderlos gebliebene Joachim Sigismund von Ziegler und Klipphausen 1722 das Stift Joachimstein ein, dem er sein Vermögen und seinen Grundbesitz als Stiftungskapital hinterließ und später u. a. noch das Wasserschloss Tauchritz hinzu erwarb. Nach dem Abschluss der Bauarbeiten konnten 1728 die ersten Stiftsdamen einziehen. Die Einrichtung existierte bis 1945 nahezu unverändert.
Ein Bruder Joachim Sigismunds, Heinrich Anselm von Ziegler und Klipphausen war durch seinen bis weit in das 18. Jahrhundert hinein rezipierten Roman Asiatische Banise oder Das blutige doch mutige Pegu in historischer und mit dem Mantel einer Helden- und Liebesgeschicht bedeckten Wahrheit beruhende bekannt.